# Baranowo (województwo pomorskie)
Baranowo (dodatkowa nazwa w j. kaszub. Baranowò) – wieś  w Polsce  położona w województwie pomorskim, w powiecie bytowskim, w gminie Parchowo.
Niewielka wieś kaszubska, na zachodnim skraju Pojezierza Kaszubskiego, jest częścią sołectwa Nowa Wieś.
W latach 1975–1998 miejscowość administracyjnie należała do województwa słupskiego.